# Central hidroelèctrica de Porjus
La central elèctrica de Porjus (en suec: Porjus kraftverk) és una de les centrals elèctriques més antigues i la tercera més gran de Suècia. Està situada prop de Porjus i és propietat de la multinacional elèctrica Vattenfall. Té una capacitat elèctrica de 417 MWe, a més d'un CA de tres fases. La planta fou construïda originalment entre el 1910 i el 1915 per al subministrament elèctric de la línia ferroviària de la Malmbanan, utilitzada per al transport de mineral de ferro.

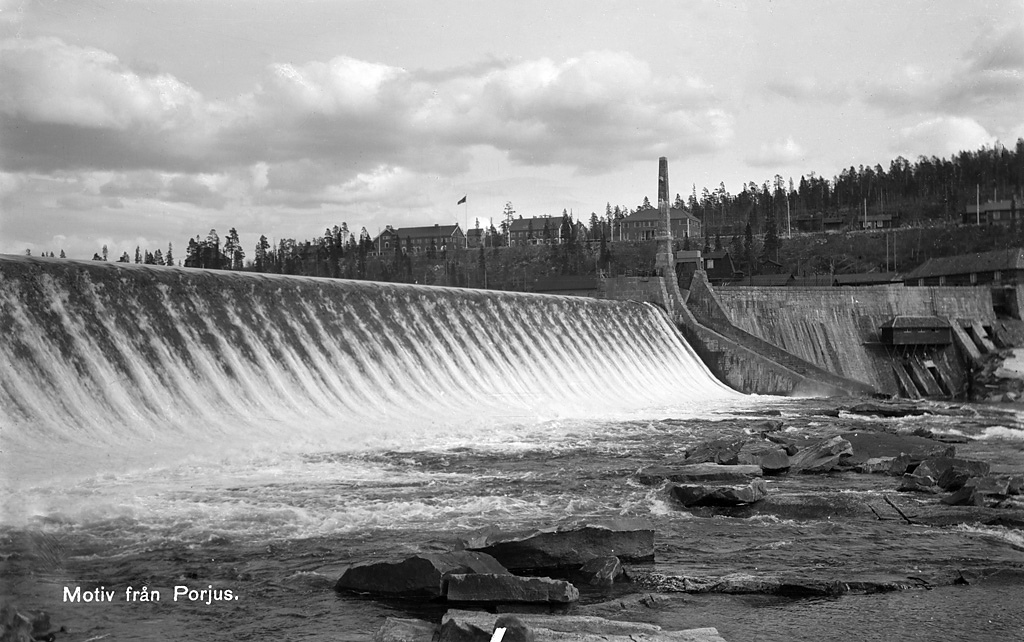
La presa, ca. 1930-1949

La construcció de la central elèctrica de Porjus en una ubicació tan aïllada encara es considera tota una fita. El material per a l'obra havia de ser transportat amb motxilles per camins improvisats des de Gällivare, a 50 quilòmetres de distància. A principis de la dècada dels setanta, es va construir una nova central elèctrica. Tot i així l'edifici original s'ha conservat amb la major part de la maquinària intacta, i avui en dia és una atracció turística, amb visites guiades a l'estiu. La planta és la tercera més gran del país. El 2016, el seu generador de 10 MW es va actualitzar amb un rodament magnètic.
Just aigües avall se situa la central hidroelèctrica de Harsprånget, la més gran de Suècia.